# آرام‌اس ویکتوریا
آرام‌اس ویکتوریا (به انگلیسی: RMS Victorian) یک کشتی است که طول آن ۵۲۰ فوت (۱۶۰ متر) می‌باشد. این کشتی در سال ۱۹۰۴ ساخته شد.